# The Lucky Transfer
The Lucky Transfer er en amerikansk stumfilm fra 1915 instrueret af Tod Browning.

## Medvirkende
- Mary Alden som Helen Holland.
- Tom Wilson som Ford.
- Thomas Hull som Ransom.
- Vester Pegg.
- Margery Wilson.